# Henrik Ekengren Oscarsson

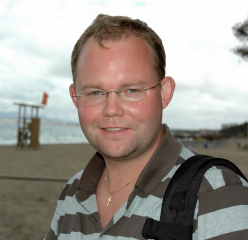
Henrik Ekengren Oscarsson, 2010

Henrik Ekengren Oscarsson (* 1972) ist ein schwedischer Politikwissenschaftler und Wahlforscher. Er ist Professor an der Universität Göteborg. Seit 2002 leitet er das schwedische Wahlforschungsprogramm. 2013 prägte Oscarsson in seinem Blog den Begriff Meinungskorridor, der kontroverse Debatten auslöste.